# Stefanie Boltz

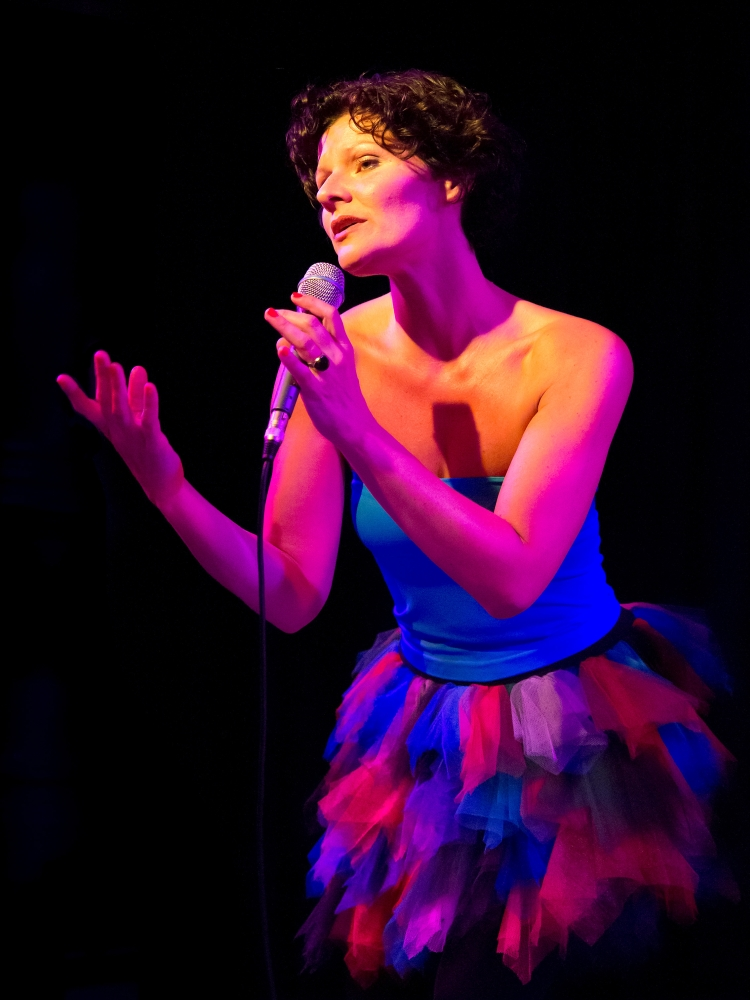
Stefanie Boltz (2012)

Stefanie Boltz (* 1973) ist eine deutsche Jazz- und Popsängerin.

## Leben und Wirken
Boltz stammt aus München-Schwabing. Zunächst gehörte sie viele Jahre der mehrfach ausgezeichneten A-cappella-Formation Stouxsingers an; seit 2000 war sie Mitglied des 30er-Jahre-Vokal-Trios Croonettes.
Als Jazz-Duo Boltz & Stauber mit Gitarrist Philipp Stauber legte sie 2010 das Album Blossom Time vor, das gute Pressekritiken erhielt. Boltz unterhielt seit 2011 das Duo Le Bang Bang mit dem Bassisten Sven Faller; gemeinsam veröffentlichten sie das gleichnamige Album 2011 bei GLM; 2013 folgte dort das Album Headbang, 2017 Pure, zuletzt das selbstproduzierte Le Bang Bang – Greatest Hits Vol. 10.
Mit ihrem eigenen Quartett erschien 2018 bei GLM unter ihrem Namen Boltzs Album The Door mit Eigenkompositionen, im Trio mit Martin Kursawe und Sven Faller Midwinter Tales (2019). Zunehmend arbeitet sie zudem mit Pianist Christian Wegscheider im Duo JazzBaby!, das 2021 bei Enja das Album A Tamed Tiger’s Roar publizierte und sich auch im Bayerischen Rundfunk mit einem Konzert vorstellte. Im Quintett mit dem Pianisten Christian Wegscheider, dem Gitarristen Jörg Seidel, dem Saxophonisten Christoph Auer und der Cellistin Fany Kammerlander veröffentlichte sie 2024 ihr Album Female.
Boltz interpretierte zudem dadaistische Texte und sang als Studiomusikerin Kindermusik.